# Lophuromys brunneus
Lophuromys brunneus és un rosegador del gènere Lophuromys que viu a les muntanyes d'Etiòpia a l'oest de la Gran Vall del Rift. Aquesta espècie pertany al subgènere Lophuromys i està relacionat amb L. aquilus i els altres membres del grup aquilus. El lloc tipus és Manno-Jimma al sud. La Llista Vermella de la UICN el classifica com a sinònim de L. flavopunctatus.